# Cantone di Auch-2
Il Cantone di Auch-2 è una divisione amministrativa dell'arrondissement di Auch.
È stato costituito a seguito della riforma approvata con decreto del 26 febbraio 2014, che ha avuto attuazione dopo le elezioni dipartimentali del 2015.

## Composizione
Il cantone comprende parte del territorio comunale di Auch e i seguenti 13 comuni:
- Ansan
- Aubiet
- Blanquefort
- L'Isle-Arné
- Juilles
- Lahitte
- Leboulin
- Lussan
- Marsan
- Montégut
- Montiron
- Nougaroulet
- Saint-Caprais